# Cephalodella
Cephalodella är ett släkte av hjuldjur som beskrevs av Bory de St. Vincent 1826. Cephalodella ingår i familjen Notommatidae.

## Dottertaxa tillCephalodella, i alfabetisk ordning[1][2]
- Cephalodella ablusa
- Cephalodella abstrusa
- Cephalodella akrobeles
- Cephalodella anebodica
- Cephalodella angusta
- Cephalodella apocolea
- Cephalodella arcuata
- Cephalodella asarcia
- Cephalodella asta
- Cephalodella astricta
- Cephalodella auriculata
- Cephalodella balatonica
- Cephalodella belone
- Cephalodella bertonicensis
- Cephalodella biungulata
- Cephalodella boettgeri
- Cephalodella brandorffi
- Cephalodella calosa
- Cephalodella carina
- Cephalodella catellina
- Cephalodella celeris
- Cephalodella clara
- Cephalodella collactea
- Cephalodella compacta
- Cephalodella compressa
- Cephalodella conica
- Cephalodella conjuncta
- Cephalodella crassipes
- Cephalodella cyclops
- Cephalodella decidua
- Cephalodella delicata
- Cephalodella dentata
- Cephalodella derbyi
- Cephalodella dixonnuttalli
- Cephalodella dora
- Cephalodella dorseyi
- Cephalodella doryphora
- Cephalodella dorystoma
- Cephalodella edax
- Cephalodella elegans
- Cephalodella elongata
- Cephalodella euderbyi
- Cephalodella euknema
- Cephalodella eunoma
- Cephalodella eupoda
- Cephalodella eurynota
- Cephalodella eva
- Cephalodella evabroedae
- Cephalodella exigua
- Cephalodella fluviatilis
- Cephalodella forceps
- Cephalodella forficata
- Cephalodella forficula
- Cephalodella friebei
- Cephalodella gibba
- Cephalodella gibboides
- Cephalodella gigantea
- Cephalodella gisleni
- Cephalodella glandulosa
- Cephalodella globata
- Cephalodella glypha
- Cephalodella gobio
- Cephalodella gracilis
- Cephalodella graciosa
- Cephalodella gusuleaci
- Cephalodella harringi
- Cephalodella hiulca
- Cephalodella hollowdayi
- Cephalodella hoodii
- Cephalodella hyalina
- Cephalodella incila
- Cephalodella innesi
- Cephalodella inquilina
- Cephalodella intuta
- Cephalodella irisae
- Cephalodella jakubskii
- Cephalodella labiosa
- Cephalodella laisa
- Cephalodella latifulcrum
- Cephalodella lepida
- Cephalodella licina
- Cephalodella licinia
- Cephalodella limosa
- Cephalodella lindamayae
- Cephalodella lipara
- Cephalodella macrodactyla
- Cephalodella maior
- Cephalodella marina
- Cephalodella megalocephala
- Cephalodella megalotrocha
- Cephalodella melia
- Cephalodella mineri
- Cephalodella minora
- Cephalodella mira
- Cephalodella misgurnus
- Cephalodella monica
- Cephalodella montana
- Cephalodella mucosa
- Cephalodella mucronata
- Cephalodella mus
- Cephalodella nana
- Cephalodella nelitis
- Cephalodella obesa
- Cephalodella obvia
- Cephalodella oxydactyla
- Cephalodella pachydactyla
- Cephalodella pachyodon
- Cephalodella paggiae
- Cephalodella panarista
- Cephalodella papillosa
- Cephalodella parasitica
- Cephalodella paxi
- Cephalodella paxilla
- Cephalodella pentaplax
- Cephalodella pheloma
- Cephalodella physalis
- Cephalodella planera
- Cephalodella plicata
- Cephalodella poitera
- Cephalodella praelonga
- Cephalodella psammophila
- Cephalodella pseudeva
- Cephalodella qionghaiensis
- Cephalodella reimanni
- Cephalodella retusa
- Cephalodella rigida
- Cephalodella rostrum
- Cephalodella rotunda
- Cephalodella segersi
- Cephalodella somniculosa
- Cephalodella songkhlaensis
- Cephalodella speciosa
- Cephalodella stenroosi
- Cephalodella sterea
- Cephalodella strigosa
- Cephalodella subsecunda
- Cephalodella tachyphora
- Cephalodella tantilla
- Cephalodella tantilloides
- Cephalodella tecta
- Cephalodella tempesta
- Cephalodella teniuseta
- Cephalodella tenuior
- Cephalodella tenuis
- Cephalodella tenuiseta
- Cephalodella theodora
- Cephalodella tinca
- Cephalodella tincaformis
- Cephalodella trigona
- Cephalodella unguitata
- Cephalodella ungulata
- Cephalodella vacuna
- Cephalodella ventripes
- Cephalodella vitella
- Cephalodella vittata
- Cephalodella volvocicola
- Cephalodella wrighti
- Cephalodella xenica
- Cephalodella zeteta